# J'accuse

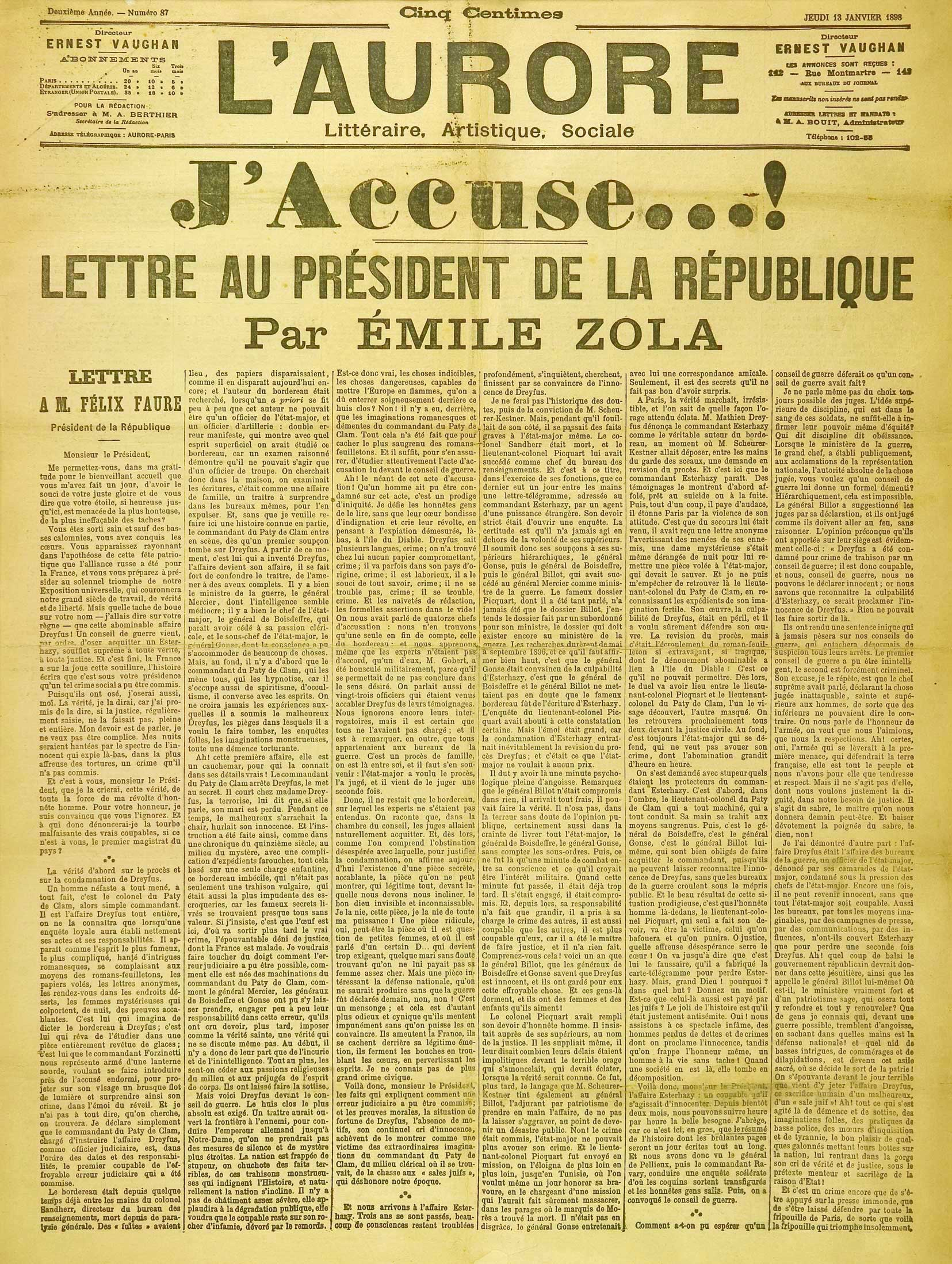
Scrisoarea deschisă „J'accuse”

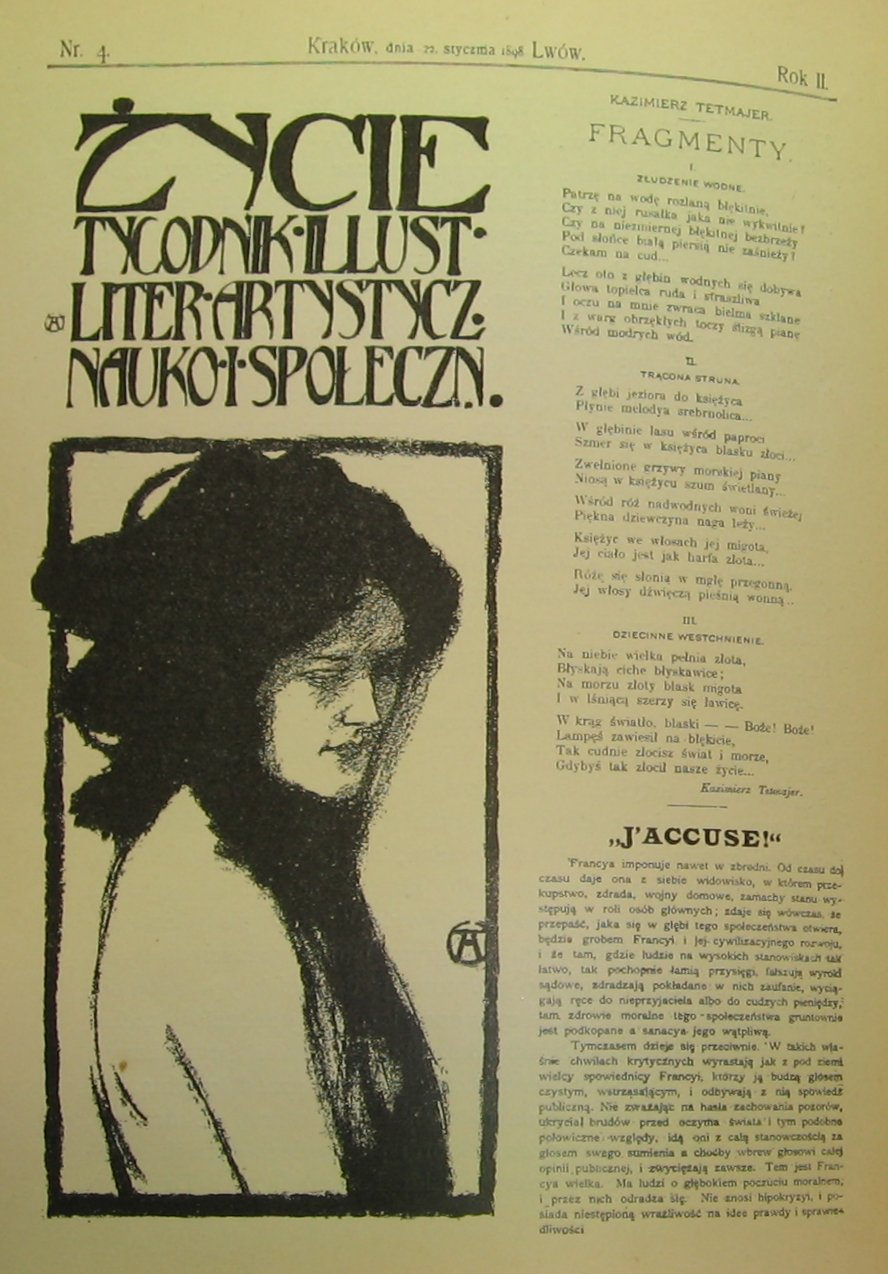
Ediţia ziarului polonez ' relatând scrisoarea lui Zola și afacerea Dreyfus

J'accuse (în traducere, Acuz) a fost o scrisoare deschisă publicată la 13 ianuarie 1898, în ziarul L'Aurore⁠(d) de către influentul scriitor Émile Zola.
Scrisoarea era adresată președintelui Franței Félix Faure, și în ea guvernul era acuzat de antisemitism și de încarcerarea ilegală a lui Alfred Dreyfus, un ofițer francez condamnat la închisoare pe viață pentru spionaj. Zola a denunțat erorile judiciare și lipsa unor dovezi serioase. Scrisoarea a fost tipărită pe prima pagină a ziarului și a cauzat un scandal public în Franța și peste hotare. Zola a fost acuzat și găsit vinovat de calomnie la 23 februarie 1898. Pentru a evita încarcerarea, s-a exilat temporar în Anglia, de unde s-a întors în iunie 1899.
Ca rezultat al popularității scrisorii, chiar și în lumea anglofonă, J'accuse! a devenit o expresie generică a indignării și a acuzării unei persoane puternice.

## Émile Zola în 1898

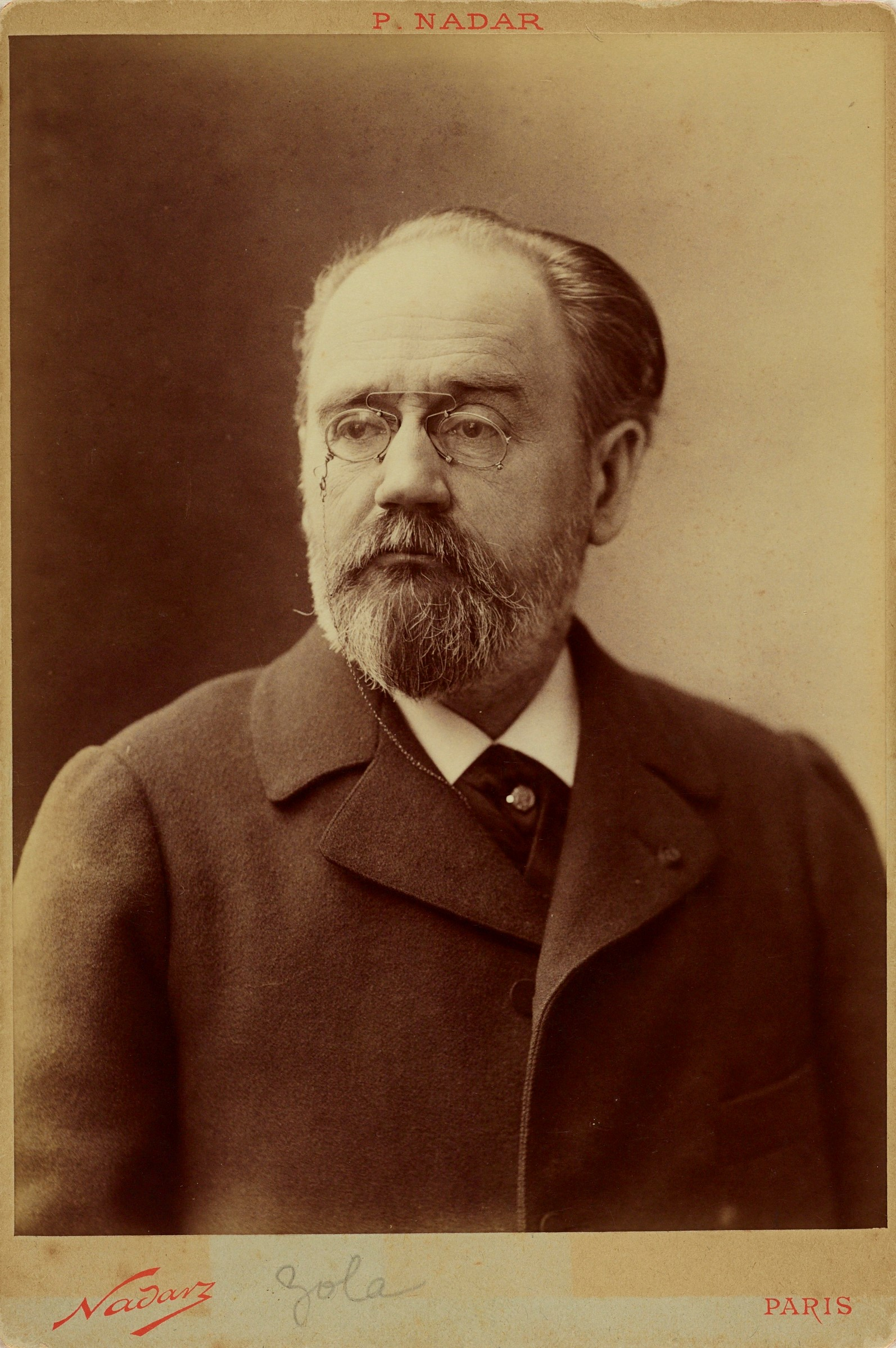
Émile Zola în plină glorie se implică în afacerea Dreyfus.

În 1898, Émile Zola era un scriitor în culmea gloriei, neales încă în Academia franceză, dar totuși decorat cu legiunea de onoare și președinte al Societății Oamenilor de Litere.
Înainte de a scrie celebrul ciclu de romane Rougon-Macquart în douăzeci de volume, el termina la acea vreme un triptic, Les Trois Villes⁠(d) și se pregătea să înceapă un altul: Les Quatre Évangiles⁠(d).
El depășise vremurile de nevoie, acumulând chiar o mică avere, după decenii de greutăți.
Nu mai avea nimic de demonstrat și nici de câștigat dintr-o campanie de genul celei în care avea să se implice.
Recunoscut înainte de toate ca romancier, Zola și-a început cariera de om de litere în presă, a cărei putere crescândă a înțeles-o.
Jurnalist trecut prin toate rubricile numeroaselor ziare, a căpătat priceperea de a scrie înțelept, dar percutant.
Mai presus de toate, elocvența sa liniștită l-a făcut unul dintre editorialiștii cei mai respectați și totodată mai temuți din presa pariziană.
El s-a făcut cunoscut și ca critic de artă.
Perioada petrecută la Figaro a fost remarcată în mod deosebit, el plecând de la acest cotidian la 22 septembrie 1881 scriind un articol publicat pe prima pagină: Adieux pentru a se dedica proiectului Rougon-Macquart.
Înaintea primelor contacte, cu ocazia afacerii Dreyfus, Zola nu a făcut niciodată politică, cu excepția unei scurte perioade de la căderea celui de al Doilea Imperiu, pentru a obține un post de subprefect, dar fără succes.
Atent observator al acestui sfârșit de regim și al nașterii celei de a Treia Republici, el s-a ținut departe de orice angajament politic.
Mai mult, observațiile sale asupra vieții politice l-au făcut sceptic, și avea să-și păstreze permanent o urmă de dispreț și de neîncredere în politicienii prea compromiși pentru gustul său.
El a rămas convins, însă, că republica și democrația sunt cei mai buni garanți ai drepturilor publice.
El știa și că putea conta pe o presă de opoziție, în ziua în care va hotărî să se implice într-o cauză.

## Afacerea Dreyfus până în ianuarie 1898

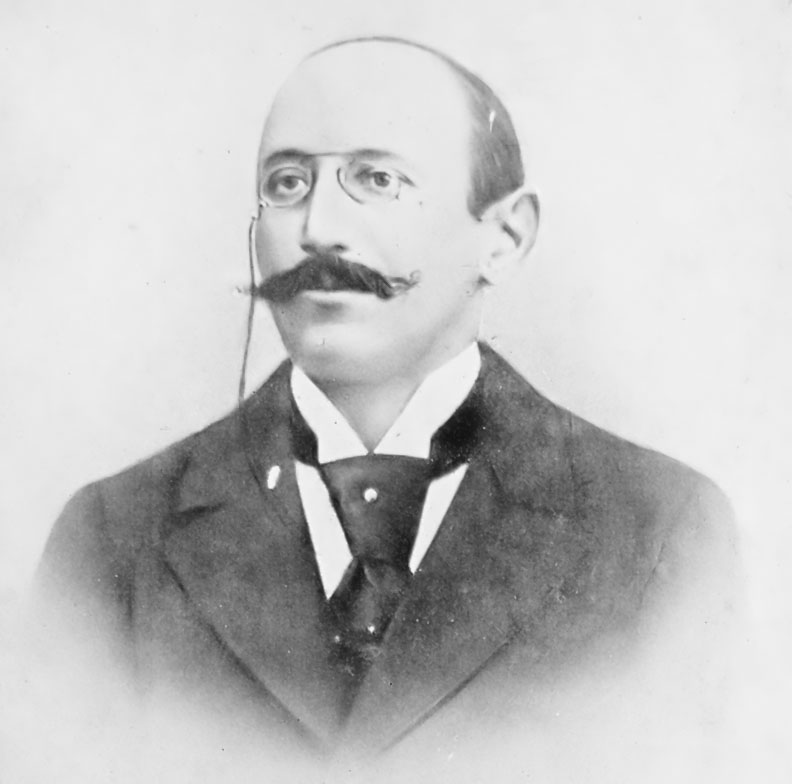
căpitanul Dreyfus

Afacerea Dreyfus a început în toamna lui 1894 în urma descoperirii unui borderou în coșul de gunoi al ambasadei germane.
Această scrisoare demonstra scurgeri de informații către ambasada germană de la Paris.
Alfred Dreyfus, un căpitan de stat major de origine evreiască originar din Alsacia, a fost acuzat de spionaj și condamnat la închisoare pe viață pe baza asemănării dintre scrisul său și cel din borderou.
În ciuda negărilor acuzatului, a unui dosar lipsit de probe și a absenței mobilului, Consiliul de Război l-a condamnat în unanimitate.
Această unanimitate a câștigat susținerea cvasi-totală a opiniei publice franceze: Dreyfus a trădat și a fost condamnat pe drept, se credea.
Căpitanul a fost degradat în curtea de onoare a Școlii Militare din Paris, apoi trimis la l'Ile du Diable, în Guyana Franceză.
Au trecut doi ani.
Familia căpitanului nu a acceptat niciodată circumstanțele condamnării.
Mathieu Dreyfus⁠(d), fratele condamnatului, și Lucie Dreyfus, soția acestuia, nu s-au resemnat și s-au dedicat total eforturilor de a-i face dreptate acestuia.
Puțin câte puțin, s-au ivit informații, s-au adunat detalii care au încurajat familia pe drumul ei spre revizuirea sentinței.
În paralel, Georges Picquart⁠(d), noul șef al serviciilor secrete franceze, și-a dat seama în vara lui 1896 că adevăratul autor al borderoului nu este Alfred Dreyfus, ci Ferdinand Walsin Esterházy⁠(d), comandant de infanterie, înglodat în datorii.
În urma acestor constatări, colonelul Picquart și-a anunțat superiorii.
Aceștia din urmă, însă, au refuzat să facă publică greșeala și au insistat ca cele două afaceri să rămână separate.
În fața insistenței colonelului Picquart, acesta a fost demis și transferat în Africa de Nord.
Convins că este obiectul mașinațiunilor fostului său subordonat comandantul Henry, Picquart și-a mărturisit secretele prietenului său, avocatul Louis Leblois⁠(d).
Acesta, revoltat de nedreptatea suferită de căpitanul Dreyfus, a discutat la rândul său cu vicepreședintele Senatului, Auguste Scheurer-Kestner⁠(d).
Ambii au decis, însă, să păstreze secretul.
Punctul de cotitură l-a constituit publicarea facsimilului borderoului în ziarul Le Matin în noiembrie 1896.
Scrisul vinovatului a devenit vizibil în întreg Parisul, și a fost recunoscut ca fiind cel al lui Esterházy.
Mathieu Dreyfus⁠(d) a fost informat de aceasta și Lucie Dreyfus a depus plângere împotriva adevăratului trădător.
Vicepreședintele Senatului, Scheurer Kestner, a intervenit oficial, și a devenit ținta acuzațiilor naționaliștilor și antisemiților.
Înaltul comandament a sărit în ajutorul lui Esterházy, dar nu a avut de ales decât să-l predea Consiliului de Război.
Anchetatorul de Pellieux și magistrații militari au fost manipulați pentru a-l achita pe Esterházy în urma unui proces de două zile, după care s-a deliberat doar câteva minute.
Zola, care deja scrisese articole relativ moderate în le Figaro, s-a hotărât să dea o lovitură puternică scriind o scrisoare deschisă președintelui.

## Zola se implică în afacere

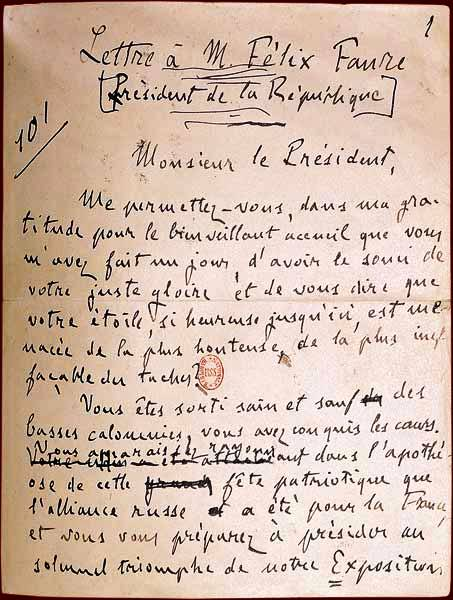
Prima dintre cele 32 de pagini ale manuscrisului articolului J'Accuse…!, ianuarie 1898

Émile Zola a început prin a cerceta tradiția de implicare politică a intelectualului, ilustrată în principal prin implicarea lui Voltaire în afacerea Calas în secolul al XVIII-lea sau mai recent, prin Victor Hugo, a cărui confruntare cu Ludovic Napoleon Bonaparte era încă vie în conștiința publică.
Acești scriitori și-au consacrat la vremea lor cunoștințele și calitățile de oratori combaterii intoleranței și nedreptății. Ei și-au pus celebritatea în serviciul cauzei apărate, fără a se gândi la consecințe.
Tabăra dreyfusardă căuta să obțină o astfel de susținere.
Presa din toamna-iarna 1897-1898 a făcut de mai multe ori referire la afacerea Calas sau la Masca de fier, cerând un nou Voltaire pentru a-l apăra pe Alfred Dreyfus.
Nu mai erau, însă, marii scriitori ai vremii, Honoré de Balzac, Guy de Maupassant, Gustave Flaubert, Alphonse Daudet, ultimul murind chiar atunci, în decembrie 1897.
Dintre marii oameni de litere francezi, rămăsese doar Émile Zola.
Astfel, el s-a hotărât să intervină direct în dezbaterea din toamna lui 1897, după o lungă perioadă de gândire.
Până la această dată, romancierul practic a ignorat afacerea Dreyfus.
Ea nu l-a interesat, cu excepția pericolului crescând al antisemitismului care îl alarma.
Abordat de vicepreședintele Senatului, Auguste Scheurer-Kestner, Zola a fost convins de nedreptate, cu ajutorul informațiilor indirecte dar sigure provenite de la avocatul Louis Leblois⁠(d).
Acesta din urmă era confidentul și prietenul colonelului Picquart, fostul șef al serviciului de informații militare; acest cerc restrâns cunoștea numele adevăratului vinovat, comandantul Esterházy, încă de la sfârșitul verii.
Zola, revoltat de nedreptate și de reacțiile insultătoare ale presei naționaliste, s-a hotărât să scrie mai multe articole în favoarea mișcării dreyfusarde apărute în jurul ziarului le Figaro spre sfârșitul anului 1897.
Primul, intitulat M. Scheurer-Kestner, a apărut la 25 noiembrie și s-a vrut a fi o pledoarie în favoarea omului politic curajos care s-a ridicat împotriva nedreptății și a condamnării căpitanului Dreyfus.
Acest articol a expus leitmotivul dreyfusarzilor din anii care au urmat: „Adevărul s-a pus în mișcare și nimic nu-l va mai opri”, demonstrând încă o dată sensul frazei autorului lui Rougon-Macquart.
Acest articol, însă, ca și cele care au urmat, intitulate Le Syndicat (Sindicatul) din 1 decembrie și Procès-verbal (Proces verbal) din 5 decembrie, au rămas fără vreun efect vizibil.
Militarii nu au fost nici ei impresionați de implicarea lui Zola, și au rămas pe poziție, deși încă moderați.
Această atitudine a lui Émile Zola, totuși, a dezgustat o parte din cititorii acestui jurnal serios care este Le Figaro.
Numeroasele presiuni au obligat conducerea ziarului să-l informeze pe Zola că editorialele sale vor fi închise.
Fernand de Rodays, unul dintre directori, cel mai indulgent cu cauza dreyfusardă, s-a hotărât să demisioneze și să-și lase asociatul singur la Le Figaro.
Există o legendă, întreținută de însuși Zola, spune că acesta a scris „J'Accuse…!” în două zile, între 11 și 13 ianuarie, sub influența sentimentelor trezite de verdictul de achitare a comandantului Esterházy.
Dar specialiștii nu sunt de aceeași părere.
Densitatea de informații a articolului și diversele indicii care arată intenția lui Zola sugerează mai degrabă o acțiune gândită cu mult timp înaintea procesului Esterházy, încă de la sfârșitul lui decembrie 1897.
În rest, se pare că Zola nu credea în condamnarea lui Esterházy, el spunându-i prietenului său, Paul Alexis⁠(d), cu o săptămână înaintea sfârșitului procesului că este sigur de achitarea adevăratului trădător.
El își imagina următoarele două posibilități: fie Esterházy este găsit vinovat și atunci articolul se va concentra pe zonele obscure ale afacerii, necesitând astfel o revizuire; fie este achitat, iar atunci pamfletul va fi cu atât mai redutabil.
În ambele cazuri, obiectivul era un răspuns violent la nedreptate.
După retragerea de la Figaro, Émile Zola gândea că-și va publica textul pe foi volante, în lipsă de suport publicistic.
Dar Louis Leblois, prietenul colonelului Picquart, i-a sugerat lui Zola să ia legătura cu ziarul l'Aurore și cu Clemenceau.

## Apariția scrisorii „J'Accuse…!”
„J'Accuse…!” a apărut la două zile după achitarea la 11 ianuarie a lui Esterhazy⁠(d) de către Consiliul de Război, achitare ce părea să distrugă toate speranțele partizanilor unei revizuiri a procesului în care a fost condamnat Dreyfus.
Articolul, distribuit la orele opt dimineața, ocupa întreaga primă pagină și o parte din a doua pagină a cotidianului, din care în câteva ore s-a vândut între 200.000 și 300.000 de exemplare. 
Talentul de romancier al autorului a transformat practic actorii evenimentelor în personaje de roman.
Charles Péguy a fost martor al evenimentului:
| “ | Ziua întreagă, în Paris, vânzătorii ambulanți cu glasurile răgușite strigau L'Aurore, fugeau cu L'Aurore, în teancuri sub braț, distribuiau L'Aurore cumpărătorilor impresionați. Șocul a fost atât de extraordinar încât Parisul nu reușea să-și revină. | ” |

Din pură întâmplare, în același moment când pe străzile Parisului se vindeau primele exemplare din J'Accuse…!, Picquart a fost arestat la domiciliul său și închis la Mont-Valérien.
În aceeași zi, alegerea președintelui și vicepreședinților Senatului s-a soldat cu înfrângerea lui Auguste Scheurer-Kestner, primul politician dreyfusard, renegat de colegii săi a doua zi după achitarea lui Esterhazy.
În acest context dramatic pentru apărătorii lui Alfred Dreyfus a apărut J'Accuse…!.

### ZiarulL'Aurore

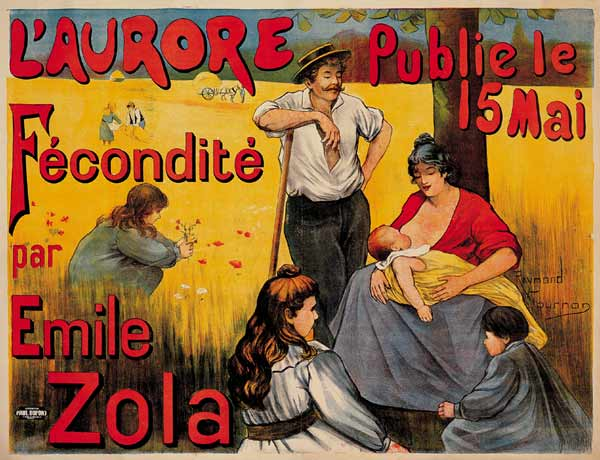
Raymond Tournon, afiş creat pentru apariţia în foileton a romanului Fécondité în ', în 1899

Susținătorul neașteptat a textului lui Émile Zola era un tânăr cotidian militant, ziarul L'Aurore⁠(d), ziar de dimineață recent înființat, la sfârșitul lui octombrie 1897. 
Cotidianul nu avea, deci, decât trei luni de existență la momentul apariției articolului lui Zola.
Numărul de joi, 13 ianuarie 1898, era numărul 87. Fondatorul și directorul său, Ernest Vaughan⁠(d), influențat politic de Proudhon, aderase la Internaționala Socialistă în 1867. 
Colaborator la mai multe ziare, el devenise director la l'Intransigeant în 1881, dar a trebuit să plece de acolo din cauza unui diferend cu cumnatul său, Henri Rochefort⁠(d) în 1888.
După ce a înființat l'Aurore în 1897, el avea să renunțe la presă în 1903.
La lansare, Vaughan a insistat să-și asigure serviciile lui Georges Clemenceau, care tocmai încetase publicarea ziarului Justice cu câteva luni în urmă, după șaisprezece ani și 688 de articole publicate.
O altă personalitate a ziarului era Alexandre Perrenx, care în ianuarie 1898 avea 44 de ani.
Directorul ziarului avea să fie el însuși acuzat în procesul lui Émile Zola alături de acesta, și a fost apărat de Albert Clemenceau⁠(d), fratele editorialistului. 
Cu toate acestea, se pare că el nu a avut niciun rol în publicarea scrisorii lui Zola.
L'Aurore era, deci, un cotidian mic, orientat înainte de toate către viața artistică și literară.
El oferea și o tribună politică forțelor de centru-stânga republicane progresiste, întrupate în principal de editorialistul Georges Clemenceau.
Sediul său aflat în rue Montmartre la etajul al treilea al unui imobil dintr-o curte, era unul modest, echipa redacțională redusă la doar câțiva colaboratori, în principal proveniți de la cotidianele Justice, ca Gustave Geffroy⁠(d) sau l'Intransigeant.
Ziarul dispunea de propria sa culegătorie, dar nu avea imprimerie.
Tipărirea ziarului era încredințată imprimeriei Paul Dupont, care se ocupa și de imprimarea ziarelor Radical, Le Jour și La Patrie.
Acesta este și motivul pentru care aceste patru ziare aveau aceeași adresă, aceea a tipografiei.
Principalul colaborator al lui Vaughan, Urbain Gohier⁠(d) ale cărui excese antimilitariste i-au îndepărtat pe numeroși cititori dreyfusarzi, a provocat plecarea lui Clemenceau în 1899.
Un alt colaborator cu greutate al echipei redacționale era Bernard Lazare⁠(d), autor al primelor broșuri editate în apărarea lui Alfred Dreyfus.
El a fost cel care, în câteva săptămâni, a convins întreaga echipă că Dreyfus a fost nedreptățit.
L'Aurore a rămas liderul ziarelor dreyfusarde pariziene oferind tribună tuturor principalelor figuri ale mișcării.
Émile Zola i-a rămas fidel până la moartea sa, oferind cotidianului chiar și publicarea în foileton a romanului său intitulat Fécondité, la întoarcerea din exil în 1899.
Publicarea pamfletului lui Zola a constituit momentul de glorie al ziarului, care până atunci se bucura de o audiență modestă.
Deși tirajul mediu era de regulă mai mic de 30.000 de exemplare, el a culminat la cifra de 200.000 de exemplare la jumătatea lui ianuarie 1898, deși nu se știe exact câte exemplare s-au publicat din ediția din ziua de 13 ianuarie 1898, tiraj estimat între 200.000 și 300.000 de copii.
Apariția ziarului a încetat la 2 august 1914, la începutul războiului cu Germania, întrucât toți angajații au fost mobilizați pe front.

### Alegerea titlului

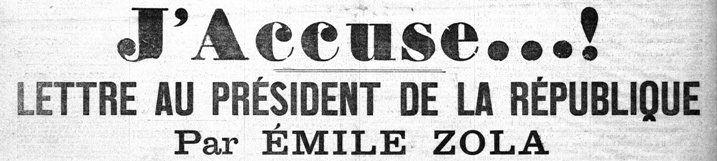
Titlul a fost gândit cu scopul de a atrage privirea imediat.

Émile Zola se întâlnise cu Ernest Vaughan, patronul lui l'Aurore, în dimineața de 12 ianuarie, pentru a discuta articolul intitulat „Scrisoare adresată d-lui Félix Faure, președintele republicii”.
Cei doi au stabilit această întâlnire cu scopul de a pune la punct ultimele detalii ale numărului de a doua zi.
La sfârșitul dupăamiezei, Zola s-a prezentat la ziar și a citit articolul în fața redactorilor.
Clemenceau a tresărit. 
El nu era de aceeași părere cu Zola, întrucât l'Aurore apăra o viziune oficial legalistă asupra afacerii Dreyfus.
Nevinovăția lui Dreyfus trebuia, după părerea lui, demonstrată într-un nou proces, nu într-un articol de ziar.
Cu toate acestea, el s-a înclinat în fața calităților textului, exclamând: „C'est immense cette chose là!” („Ce lucru imens!”)
Echipa redacțională s-a împiedicat însă de titlul articolului: Lettre au Président de la République.
Acest titlu fusese ales de Zola în același stil ca și articolele sale recente, cum ar fi Lettre à la jeunesse (Scrisoare adresată tinereții).
Dar hotărârea de a publica într-un ziar de dimineață schimba datele problemei.
Vaughan povestea: „Doream să fac un titlu care atrage atenția publicului.”
Titlul articolului de pe prima pagină trebuia, deci, să fie ușor de citit de la distanță, și, mai ales, să poată fi strigat în stradă de vânzătorii de ziare.
Scopul era și cel de a răspunde ziarelor de seară, ieftine, orientate spre faptul divers, „presa necurată” majoritar antidreyfusarde, care foloseau titluri scurte, cu litere îngroșate.
Împotriva acestor ziare s-a ridicat Zola, și, utilizând un artificiu de-al lor, s-a adresat și cititorilor lor.
De aceea, titlul ales inițial de Zola era inadecvat din cauza lungimii.
La acel final de secol, fără mass-media audio-vizuală, informația se găsea în stradă, în aer liber, și afară, pe pavajul străzilor, cetățenii veneau să o caute, mai ales în marile orașe.
Vaughan căuta, deci, un titlu care să poată fi strigat, și Clemenceau este cel care a remarcat: „Dar Zola vi-l arată chiar în articol: «J'Accuse…!»”

### Conținutul articolului

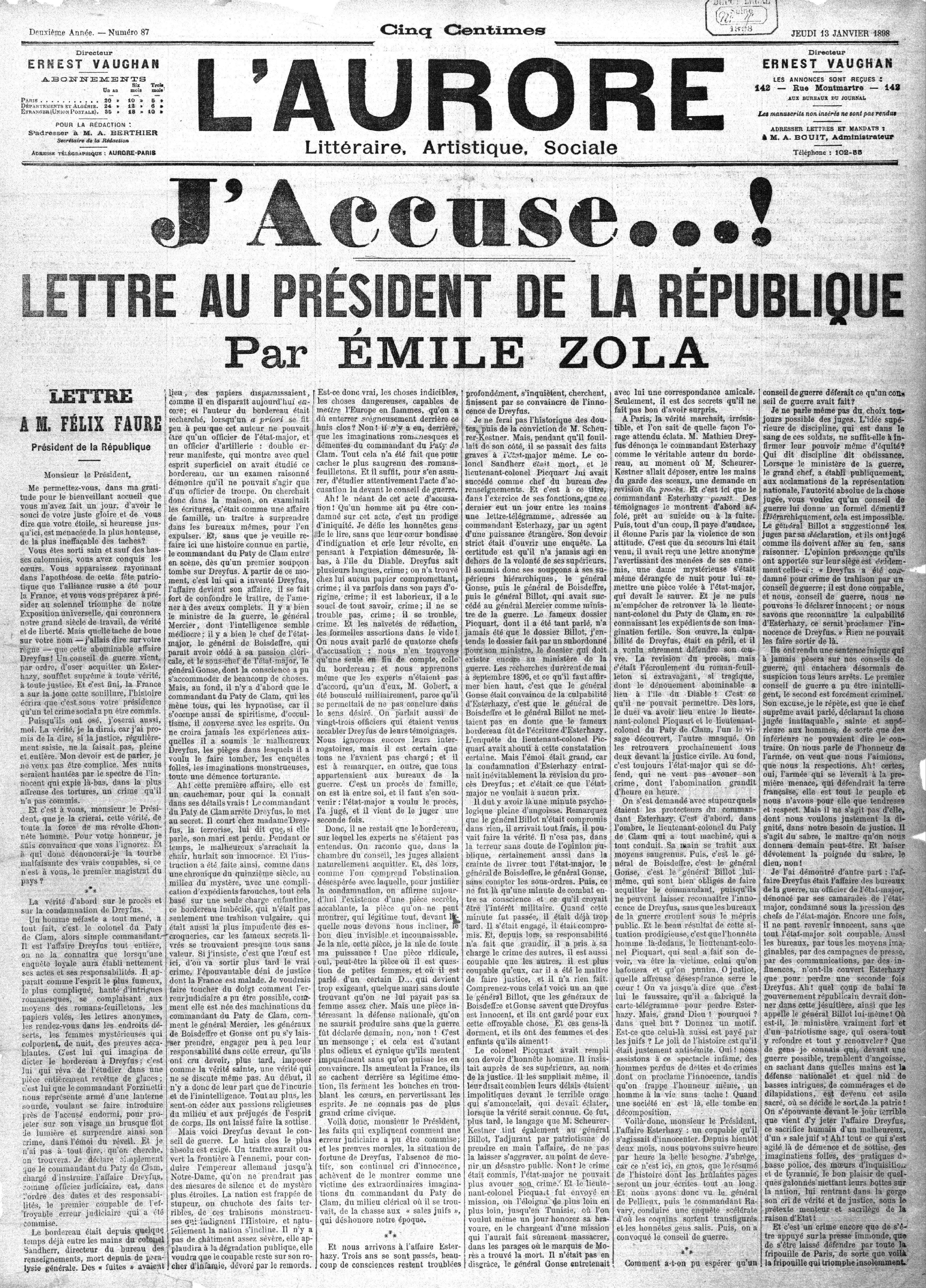
« J'Accuse…! » pe prima pagină din '

J'Accuse…! a avut un impact semnificativ, deoarece a adus mai multe noutăți în presa scrisă, elemente nefolosite până atunci. 
Această adevărată lovitură, intenționată ca atare de romancier, a inovat și în formă, și în fond.

#### Simplitatea structurii
Pentru articolul său, Zola a adoptat un plan simplu.
Obiectivul scriitorului era de a face înțeles miezul afacerii Dreyfus în cel mai clar mod cu putință.
Zola explică în introducerea sa, resorturile inițiale ale erorii judiciare, pe care o califică drept inumană.
El justifică și forma mesajului său, cea a unei scrisori deschise adresată președintelui țării.
Apoi, în prima sa parte, folosește procedeul flashbackului și transportă cititorul cu trei ani în urmă, în toamna lui 1894.
Se prezintă apoi diferite proceduri judiciare împotriva lui Alfred Dreyfus, de la arestare, până la condamnare.
Apoi, în a doua parte, romancierul explică circumstanțele descoperirii adevăratului vinovat, Ferdinand Esterházy.
Partea a treia este dedicată înțelegerilor de culise ale puterilor publice cu scopul de a-l proteja pe adevăratul trădător și de a-l achita în Consiliul de Război la 11 ianuarie.
Dubla crimă s-a consumat: „condamnarea unui nevinovat, achitarea unui vinovat.”
Lui Zola îi mai rămâne, în concluzie, să-și distribuie acuzațiile personale celor considerați de el vinovați de această crimă, printr-o litanie în care repetă obsesiv cuvântul „acuz”.

#### Eficiența formei

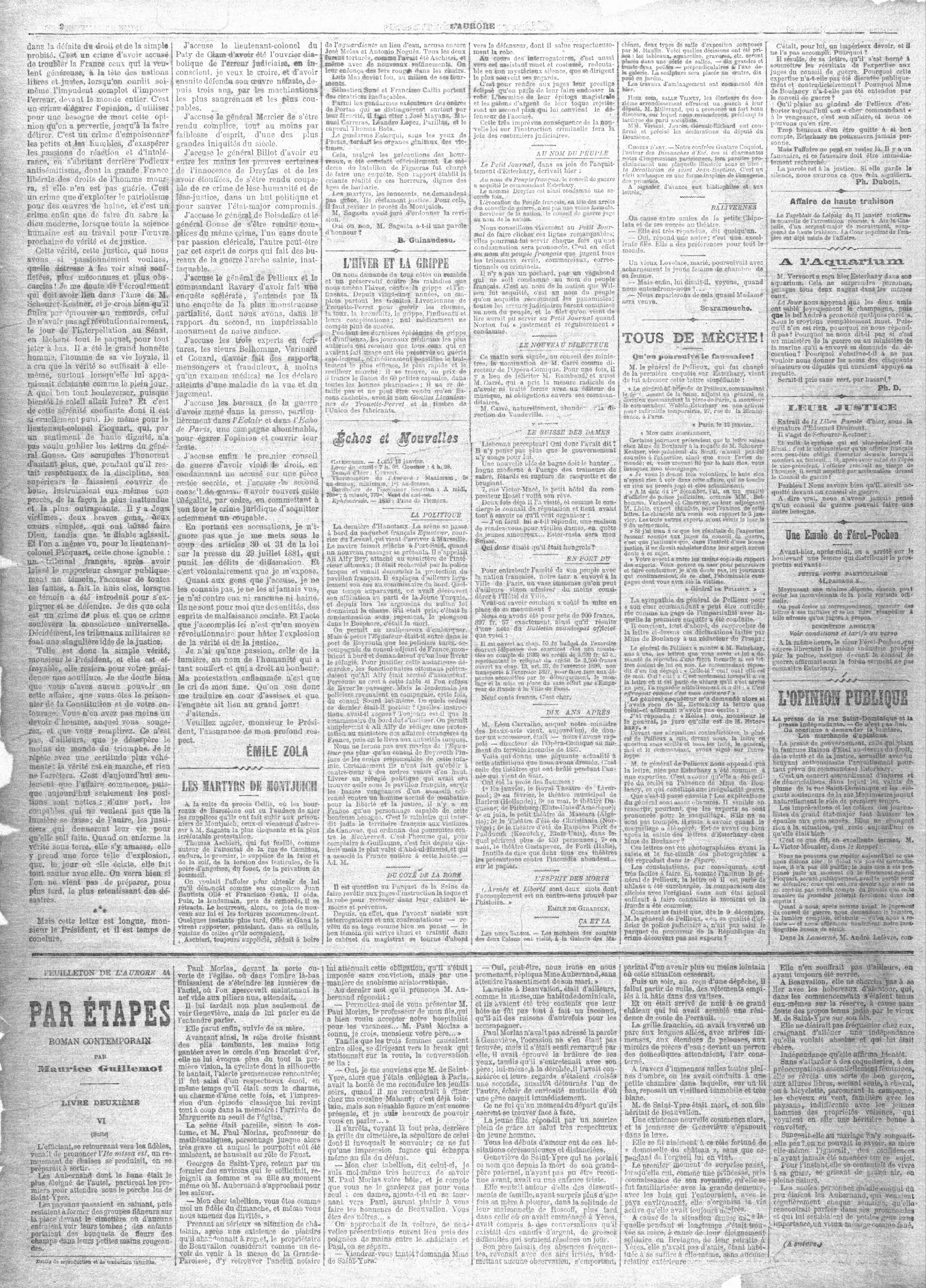
Sfârşitul articolului „J'Accuse…!” pe pagina a doua din '

Forma utilizată de Zola era una revoluționară în ce privește suportul utilizat pentru a-și exprima revolta.
Articolul este enorm, având circa 4.570 de cuvinte. 
El a curs pe opt coloane, în întregimea primei pagini din l'Aurore.
A fost o premieră în această presă de opinie de obicei foarte moderată în ce privește forma, în care marile editoriale rareori depășeau două coloane pe prima pagină.
În plus, mare parte din aceste ziare nu publicau decât patru pagini, spațiul fiind puternic limitat.
J'Accuse…! ocupa, deci, aproape o treime din suprafața utilă a numărului din 13 ianuarie 1898.

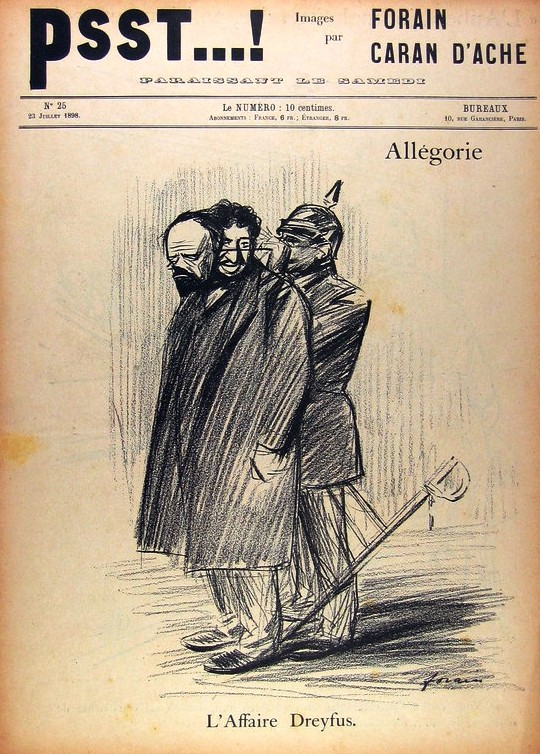
Ca reacţie la „J'Accuse…!”: „psst…!”, caricatură a celebrului titlu din l'Aurore.

Titlul este format dintr-un singur cuvânt format din două silabe, făcând aspectul tipografic să pară deosebit de îngrijit.
Ca urmare, cele două majuscule inițiale și cele trei puncte de suspensie urmate de un semn de exclamare au întărit aspectul dramatic al proclamației.
Acest procedeu tipografic, uitat astăzi, i-a impresionat pe contemporanii afacerii Dreyfus.
Când antidreyfusarzii au publicat răspunsul lor într-un periodic antisemit, titlul ales a fost „pssst…!”, reluând artificiile tipografice din „J'Accuse…!”, dar fără majuscule pentru a accentua disprețul.
Bara de titlu ocupa întreg frontispiciul primei pagini.
Titlul mare era urmat de titlul ales inițial de Zola sub formă de subtitlu, cu caractere mai mici.
Apoi urma numele autorului textului, fapt rarisim, dar necesar întrucât titlul este la persoana întâi și era necesară identificarea imediată a autorului acuzațiilor.
Adesea, articolele nici nu erau semnate, iar cele care erau, erau semnate la sfârșitul coloanei.
Acest titlu masiv părea să comprime textul, aliniat auster pe cele șase coloane ale primei pagini.
Nicio ilustrație sau caricatură nu era pe prima pagină și nimic nu deturna atenția cititorului de la text.
Singura concesie tipografică a fost cea de a separa părțile prin asteriscuri, pentru a da câte un mic respiro cititorului.
În ce privește stilul, Zola a dat, mai mult ca niciodată, dovada întregii puteri oratorice a sa și a priceperii sale de scriitor.
Henri Mitterand a folosit expresia „blitzkrieg al cuvintelor”.
Toate efectele de stil au adus un efect dramaturgic, în scopul păstrării atenției cititorului, în fața lungimii neobișnuite a textului.
De asemenea, mai ales prin folosirea repetițiilor, paralelismelor și simetriilor, a mijloacelor de întărire a atacului, ajunge la concluzia, în formă anaforică, din „lovitura de ciocan” a litaniei finale, adevărată apoteoză a pamfletului.

#### Fondul: între apărare și rechizitoriu

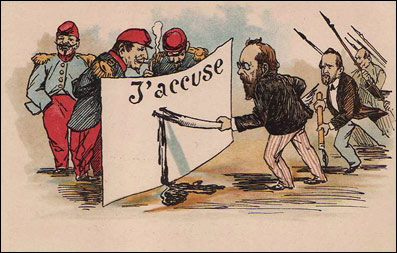
Carte poştală care-l caricaturizează pe Zola după publicarea articolului său.

Istoriografia a subliniat ruptura întruchipată de J'Accuse…!, în contrast puternic cu toată opera jurnalistică anterioară a scriitorului.
Deși ascuțite, pertinente, picante, articolele lui anterioare nu mergeau niciodată dincolo de o anumită măsură, pe care presa în care a publicat autorul, fără îndoială, nu i-ar fi permis să o depășească.
J'Accuse…! a fost, deci, o mare surpriză pentru contemporani, un articol surprinzător de violent, un atac atât de limpede, fără echivoc, dar în același timp o expunere la risc, sub pana unui scriitor până atunci liniștit și respectat.
Zola proclamă încă de la început nevinovăția lui Dreyfus:
| “ | Datoria mea este să vorbesc, nu vreau să fiu complice. Nopțile mi-ar fi bântuite de fantoma nevinovatului care ispășește acolo în cea mai înspăimântătoare tortură, pedeapsa pentru o crimă pe care nu a comis-o. | ” |

Făcând aceasta, el inversează rolurile și, din cel de avocat, și-l asumă pe cel de acuzator public.
Textul este, astfel, foarte agresiv și se dorea un atac asupra actorilor militari ai afacerii.
Zola îi numește pe rând pe generalii și ceilalți ofițeri responsabili de eroarea judiciară comisă prin proces și condamnare, precum și pe experții grafologi civili, vinovați de „declarații mincinoase și frauduloase”
El a implicat și birourile armatei vinovate de campania de presă mincinoasă, precum și pe cele două consilii de război „din care unul l-a condamnat pe Dreyfus pe baza unei probe rămase secrete, în vreme ce al doilea a achitat cu bună știință un vinovat.”
Articolul se încheie cu celebra litanie acuzatoare, prin care dă publicului numele vinovaților:
| “ | Acuz pe locotenent-colonelul du Paty de Clam⁠(d) că a fost unealta diabolică a erorii judiciare, vreau să cred că fără știrea sa, și că și-a apărat apoi opera nefastă, vreme de trei ani, prin mașinațiunile cele mai absurde și mai vinovate. Acuz pe generalul Mercier⁠(d) că s-a făcut complice, prin slăbiciunea de caracter cel puțin, la una dintre cele mai mari nedreptăți ale secolului. Acuz pe generalul Billot⁠(d) că a avut în mâinile sale dovezile clare ale nevinovăției lui Dreyfus și că le-a ascuns, că s-a făcut vinovat de această crimă de les-umanitate și les-justiție, în scopuri politice și pentru a salva statul major compromis. Acuz pe generalul de Boisdeffre⁠(d) și pe generalul Gonse⁠(d) că s-au făcut complici la aceeași crimă, unul fără îndoială din convingere aproape religioasă, celălalt poate din acel spirit de castă care face din birourile armatei o corabie inatacabilă. Acuz pe generalul de Pellieux și pe comandantul Ravary de efectuarea unei anchete defectuoase, prin care înțeleg o anchetă de cea mai monstruoasă părtinire, în care avem, în raport cu cea de-a doua un monument nepieritor de nesimțire naivă. Acuz cei trei experți grafologi, domnii Belhomme, Varinard și Couard, că au scris rapoarte mincinoase și frauduloase, cu excepția situației în care un examen medical le-ar declara vederea sau judecata bolnavă. Acuz birourile de război că au lansat în presă, în mod deosebit în L'Éclair și în L'Écho de Paris⁠(d), o campanie abominabilă, pentru a induce în eroare opinia publică și pentru a-și acoperi greșelile. Acuz, în cele din urmă, primul consiliu de război că a încălcat legea, condamnând un acuzat pe baza unei dovezi rămasă secretă, și acuz al doilea consiliu de război că a acoperit această ilegalitate, la comandă, comițând la rândul său crima juridică de achitare cu bună știință a unui vinovat. | ” |

Pentru contemporani, interesul articolului lui Zola rezidă în acest rezumat condensat al diferitelor evenimente care au constituit cei patru ani ai afacerii Dreyfus, rezumat la care cititorul a avut acces pentru prima oară cu această ocazie.
Până atunci, cititorii avuseseră acces la mici bucăți de informație disparate, fără o legătură coerentă între ele.
Mai mult, presa comentase mult și răsucise pe toate părțile cele mai irelevante detalii, în detrimentul viziunii de ansamblu asupra întregii afaceri.
Scriitorul a reașezat „acele ceasului”, livrând o întreagă poveste, construită pe documentația de care dispunea la acel moment.
Zola nu a depus pentru aceasta lucru de istoric sau de jurist.
El însuși, ca și cei care i-au dat informații, au comis greșeli importante în relatarea faptelor.
De exemplu, el a limitat responsabilitatea ministrului de război din acea vreme, generalul Auguste Mercier⁠(d), a exagerat rolul lui Du Paty de Clam, și l-a ignorat complet pe comandantul Henry⁠(d).
J'Accuse…! nu este, deci, un text istoric cu detalii exacte, ci, așa cum însuși autorul său recunoaște, un mijloc, un text politic, o cotitură decisivă a afacerii Dreyfus.
Zola știa, totuși, la ce se expune și l-a prevenit pe cititor de la început.
El a încălcat, astfel, articolele 30 și 31 din legea presei din 29 iulie 1881, ceea ce avea să ducă la punerea sa sub acuzație pentru calomnie.
Conform legii, un astfel de proces se ținea obligatoriu în fața unei curți cu jurați, care a dat ocazia deliberării de un juriu popular.
Aceasta era singura speranță a lui Zola, aceea că spiritele independente ar putea să ajungă la o hotărâre independentă de cea a magistraților militari.

## Consecințele publicării lui „J'Accuse…!”

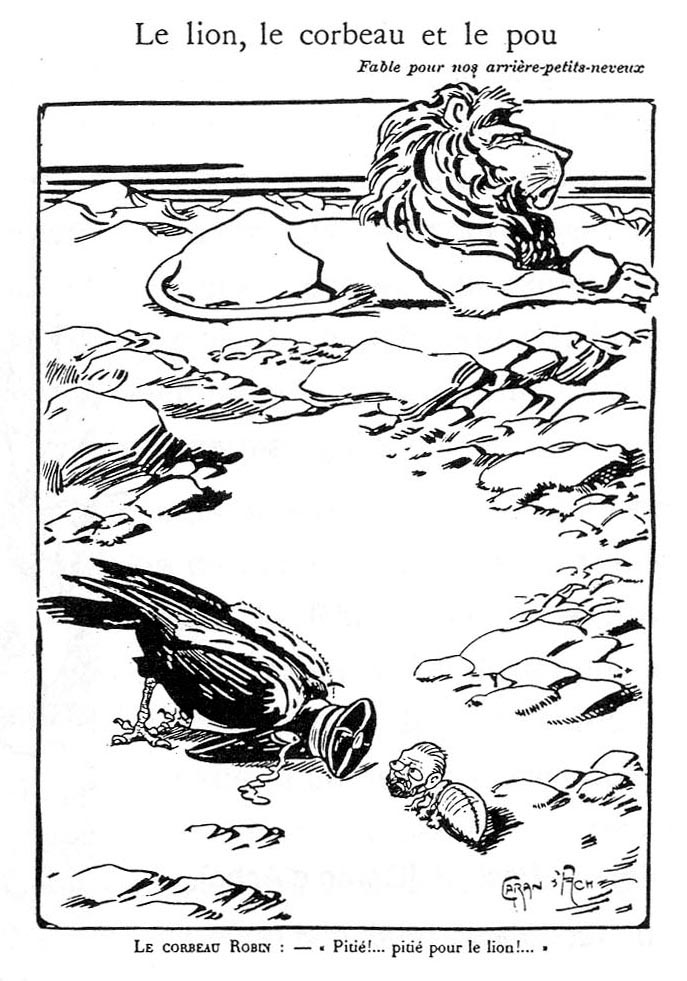
Leul, corbul şi păduchele, caricatură anti-dreyfusardă de Caran d'Ache.

În ziua publicării articolului lui Émile Zola, el a fost întâmpinat cu ostilitate.
În lumea politică, artistică și literară, universitară, jurnalistică și, desigur, în cea militară, atacurile directe ale lui Zola împotriva puterii și armatei i-au șocat pe contemporani.
Doar o minoritate a salutat acțiunea scriitorului.
Urma să înceapă a doua afacere Dreyfus, care avea să stârnească pasiunile mulțimii vreme de mai mulți ani.
Afacerea nu a mai fost o simplă polemică pe marginea unei chestiuni judiciare, ci o veritabilă luptă politică și socială.

### Relansarea afacerii Dreyfus
Prima consecință a lui J'Accuse…!, a fost relansarea afacerii Dreyfus.
Dreyfus fusese judecat de două ori, în 1894 și indirect prin procesul lui Esterházy care tocmai se încheiase.
Chiar Jules Méline⁠(d),președintele consiliului, a afirmat că nu mai există o afacere Dreyfus.
Nu era adevărat
Scriitorul a inventat o afacere Zola, care s-a substituit altora două, expunându-se urmăririi judiciare civile pentru a scoate afacerea Dreyfus de sub controlul armatei.
Din acest moment, înlănțuirea de fapte, implacabilă, avea să provoace prăbușirea laboriosului edificiu creat de către militari, conducând la revizuirea procesului din 1894, la mai puțin de un an după articolul scris de romancier.

#### Surpriza din tabăra Dreyfusardă și regruparea acesteia
Emoția și surpriza din jurul acuzațiilor proferate de Zola au fost atât de puternice, încât pe termen mediu au declanșat o explozie de opinii. 
Cercul celor care cunoșteau adevăratele intenții ale lui Émile Zola era unul încă restrâns.
Mathieu Dreyfus, fratele condamnatului, a descoperit pamfletul în dimineața de 13 ianuarie.
Știa că urmează să intervină Zola, dar, în cuvintele lui „nu mă așteptam să fie atât de energic, atât de puternic”.
Scheurer-Kestner și Clemenceau erau mai puțin hotărâți, chiar ostil în ce-l privește pe vicepreședintele Senatului, considerând că este periculos să se lase pe mâna curții cu jurați.
Dar în general, tabăra dreyfusardă, afectată de achitarea comandantului Esterházy, depășind momentul de surpriză, a ieșit cu încrederea sporită de puternica intervenție a scriitorului.
Tactic, Zola, ajutat de Leblois, Clemenceau și de redacția de la l'Aurore, a dat o lovitură magistrală.
La doar o zi după verdict, antidreyfusarzii nu au avut timp să se bucure de victorie, că deja s-au văzut puși în defensivă, Zola luându-le inițiativa.
Pentru dreyfusarzi, vestea implicării hotărâte a lui Émile Zola era una nesperată, iar violența conjugată a ei a obligat pe toată lumea să ia poziție, pentru sau contra.
Dezbaterea a fost astfel relansată, prelungită cu o nouă etapă judiciară, de această dată într-un tribunal civil, impus administrației publice de un scriitor-jurnalist.

#### Stupoarea anti-dreyfusarzilor

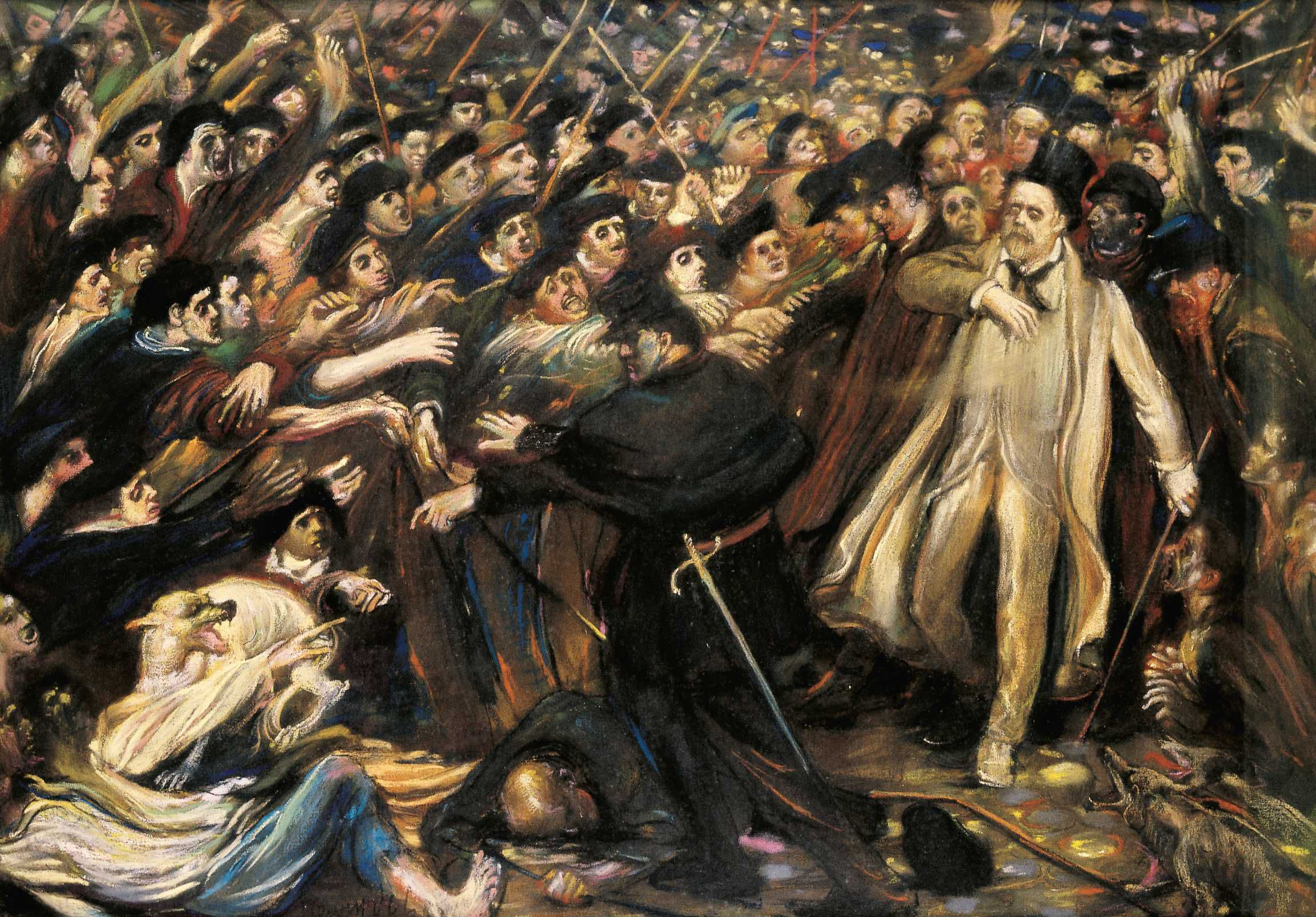
Zola insultat, ulei pe pânză de Henry de Groux, prezentându-l pe scriitor la ieşirea din Tribunal, în 1898

În tabăra anti-dreyfusard, s-a declanșat dorința de răzbunare.
Editorialiști antisemiți și naționaliști ca Judet, Rochefort sau Drumont, au înțeles imediat importanța implicării scriitorului, în toată puterea și hotărârea ei,
La Drumont, în Libre Parole, se observă și o urmă de admirație pentru curajul lui Zola. sentiment repede șters de torentul de noroi revărsat din majoritatea presei.
Din partea politicienilor, ostilitatea a fost unanimă, forma lui J'Accuse…! fiind considerată injurioasă.
În ziua apariției, guvernul a hotărât să nu reacționeze la atac.
Scopul era cel de a refuza o nouă luptă juridică, mai periculoasă, întrucât s-ar fi desfășurat la curtea cu jurați, în fața unui juriu popular.
Dar deputatul catolic Albert de Mun⁠(d), interpelând guvernul, în ziua de 13 ianuarie, l-a obligat pe ministrul de război, generalul Billot, și apoi pe președintele consiliului, Jules Méline⁠(d), să se poziționeze în favoarea anchetării lui Zola. 
În rândurile militarilor, acuzații numiți explicit în pamfletul lui Émile Zola, reacția a fost și mai dramatică.
Panica era totală, mai ales în rândurile unor actori ai afacerii, cum ar fi Esterházy.
Această teamă a fost calmată rapid de creierele militare ale afacerii, care au început să pregătească imediat riposta judiciară.

### Urmări politice și sociale

#### Radicalizarea politică
De la unanimitatea politică în ce privește condamnarea „trădătorului Dreyfus” din 1894, lumea politică s-a divizat încet-încet, după chipul populației înseși, pe măsură ce apăreau noi informații.
Această sciziune în două tabere radical opuse a fost accentuată de provocarea lansată de Zola, și de procesul care i-a urmat după o lună.
Stânga în ansamblul ei și-a schimbat părerea, în lumina dovezilor manipulărilor politice și militare.
Ca și Clemenceau sau Jaurès, foarte ostili lui Dreyfus în 1894, mulți politicieni au sfârșit prin a fi convinși de înflăcărații partizani ai căpitanului și prin a înțelege realitățile dosarului.
După aceasta, ei s-au implicat total în scopul reabilitării căpitanului Dreyfus.
Dar din cauza acestei diviziuni, viața politică franceză a rămas pe termen lung ruptă în două tabere ireconciliabile, René Rémond⁠(d) văzând și în acest eveniment una dintre originile divizării stânga-dreapta, încă valabilă și la începutul secolului al XXI-lea..

#### Implicarea intelectualilor
Implicarea hotărâtă a unui mare om de litere într-o luptă pentru dreptate politică și socială printr-un rechizitoriu jurnalistic a convins numeroși intelectuali să i se alăture, publicând un „Protest” în favoarea revizuirii procesului, publicat el însuși de L'Aurore a doua zi după J'Accuse…!. 
A fost prima dintre numeroasele petiții care au adunat din ce în ce mai multe semnături de intelectuali de marcă.
Printre aceștia s-au numărat Anatole France, Georges Courteline, Octave Mirbeau și Claude Monet, dar și Charles Péguy, Aurélien Lugné-Poë⁠(d), Victor Bérard⁠(d), Lucien Herr⁠(d), sau Alfred Jarry.
Semnăturile au fost strânse de studenți sau de tineri scriitori, ca Marcel Proust. 
Au venit petiții din partea oamenilor de știință de marcă, cum ar fi Émile Duclaux⁠(d), directorul Institutului Pasteur.
Petițiile semnate de patruzeci de scriitori, de artiști, de universitari și oameni de știință au totalizat 1.482 de semnături.

#### A patra putere în stat

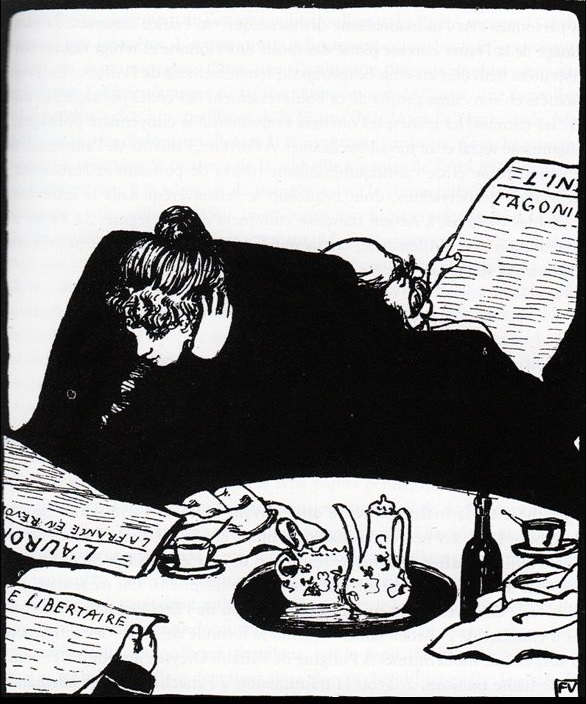
En famille de Félix Vallotton, în Le Cri de Paris. Presa scrisă era unica sursă de informații și ajungea în casele tuturor francezilor.

Cu puterea în creștere după douăzeci de ani, presa populară și de opinie a atins un nou record cu J'Accuse…!, impunându-se de această dată ca o contra-putere față de instituțiile statului.
Zola, de multă vreme el însuși jurnalist, a știut să se folosească de calitățile sale.
El a fost urmat de profesioniști ai presei, ca Vaughan, care a realizat imediat puterea loviturii mediatice imaginată de Zola, și i-au adus mijloacele unei difuzării masive prin tiraj mare, distribuție de mare densitate și afișaj publicitar enorm.
În fața eșecurilor succesive ale puterilor judecătorească, executivă și legislativă, incapabile să reacționeze, un articol violent, tipărit într-un mic ziar de opinie, a relansat definitiv afacerea Dreyfus ducând la revizuirea procesului din 1894.
În acest sens este o premieră, intenționată și conștientizată de Émile Zola, care vorbește despre un „mijloc revoluționar de a grăbi explozia adevărului și dreptății”.
Chiar dacă presa era încă în proporție de 90% anti-dreyfusardă în 1899, J'Accuse…! a intrat în pantheonul jurnalistic ca exemplu al puterii ei asupra mulțimilor și împotriva abuzului de putere.
Dar adeziunea populației în ansamblul ei la gestul lui Zola a fost tardivă, recunoașterea acțiunii sale nu a intervenit de fapt decât în a doua jumătate a secolului al XX-lea.

#### Înființarea Ligii Drepturilor Omului
Ludovic Trarieux⁠(d), deputat și apoi senator de Gironde, a fost numit ministru al justiției după degradarea căpitanului Dreyfus, la 26 ianuarie 1895.
El a devenit rapid convins că nu s-au respectat formele legale în diferitele etape judiciare care au dus la condamnarea la închisoare a lui Dreyfus.
Gabriel Hanotaux⁠(d), ministrul de externe, l-a pus la curent cu existența unei dovezi secrete (Ce canaille de D…) transmise judecătorilor pe la spatele acuzatului și avocaților lui.
Dar el nu a acționat, absorbit de obligațiile ministerului său.
Eliberat de aceste obligații ministeriale la sfârșitul lui octobrie 1895, el a devenit singurul senator care l-a susținut pe Auguste Scheurer-Kestner la interpelarea cabinetului Méline în legătură cu Dreyfus, în toamna lui 1897.
Martor crucial la procesul lui Zola, el înțelege cu această ocazie că în Franța trebuia înființată o organizație cu scopul apărării drepturilor individuale.
El s-a inspirat din ligile umaniste înființate mai ales în Regatul Unit în a doua jumătate a secolului al XIX-lea.
După procesul lui Émile Zola, deci, a avut loc prima reuniune care a pus bazele viitoarei Ligi a Drepturilor Omului din Franța, la 25 februarie 1898.
Această organizație a luat ființă oficial în 4 iunie 1898 și reunea principalii intelectuali dreyfusarzi în jurul președintelui său, Ludovic Trarieux.
Trarieux a rămas președinte al ligii până la moartea sa, survenită la 13 martie 1904, cu doi ani înainte de reabilitarea lui Alfred Dreyfus.

### Consecințele pentru Émile Zola

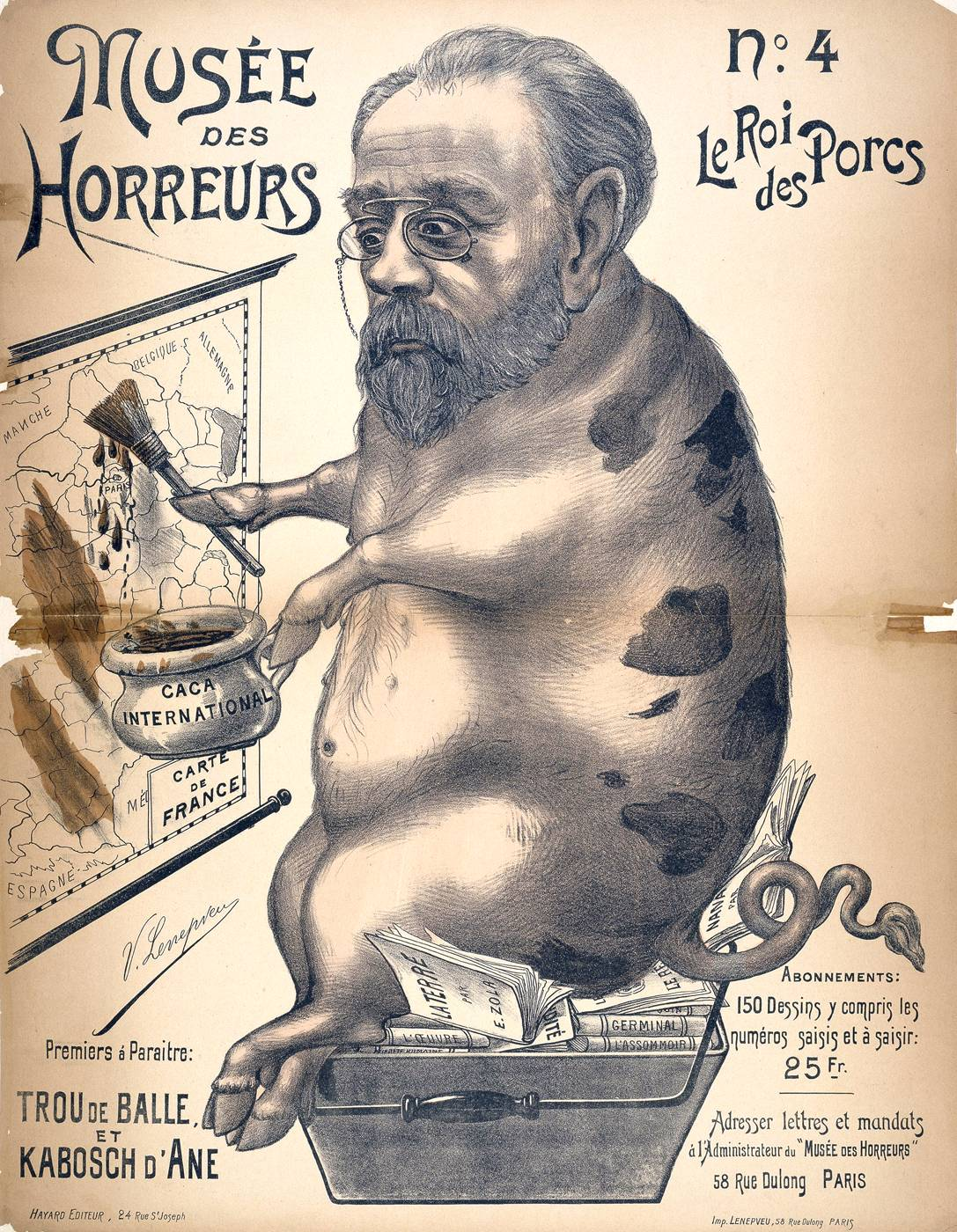
Regele porcilor, caricatură din Musée des horreurs. Émile Zola a devenit calul de bătaie al curentului anti-dreyfusard.

Consecințele implicării lui Zola au fost predominant dificile pentru scriitor.
Părea că J'Accuse…! a relansat totalmente afacerea, și că i-a dat o dimensiune socială și politică pe care nu o avusese până atunci.
Zola a ieșit din conflictele sale judiciare cu o statură de justițiar în ochii unei părți a populației, apărător al valorilor și toleranței, dreptății și adevărului, dovadă numeroasele omagii aduse lui începând cu februarie 1898.
Astfel, Livre d'Hommage des Lettres françaises à Émile Zola este o operă mare de 500 de pagini realizată din inițiativa lui Octave Mirbeau, compusă dintr-o sută de contribuții individuale scrise de toate personalității literaturii franceze și belgiene.
Zola a primit numeroase mesaje de susținere, dar și scrisori pline de injurii și de amenințări de coloratură antisemită sau xenofobă (tatăl lui Zola fiind un inginer italian de lucrări publice).
Implicarea în afacere l-a costat scump pe scriitor, în plan financiar, în primul rând, fiind pus în imposibilitatea de a-și plăti amenzile; bunurile i-au fost confiscate și vândute la licitație.

#### Insultele
Odată cu J'Accuse…! Zola a devenit calul de bătaie al anti-dreyfusarzilor.
Creșterea puterii mișcării dreyfusarde, începând cu 1896, nu permisese adversarilor săi să identifice un lider pe care să-l atace.
Familia fusese exclusă, primii dreyfusarzi (Forzinetti, Lazare) pur și simplu disprețuiți.
Implicarea lui Auguste Scheurer-Kestner⁠(d) a concentrat focul alimentat de presa naționalistă.
Aceasta, însă, a fost mai reținută în fața prestigiului omului politic, vicepreședinte al Senatului și alsacian ultra-patriot.

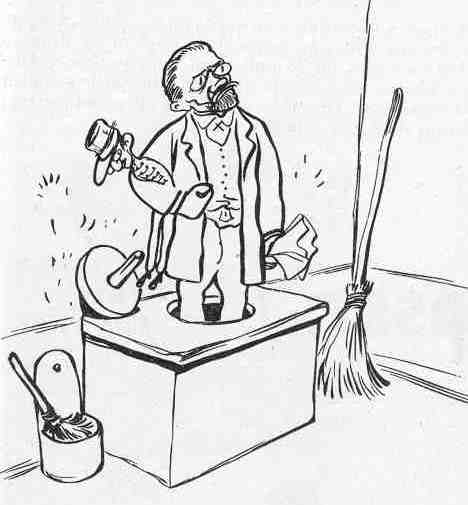
Coucou, le voilà, caricatură de în psst…!, 1898

Aceste atacuri l-au determinat, totuși, pe Zola să intervină în Le Figaro.
Dar implicarea scriitorului cu J'Accuse…! a schimbat situația.
Anti-dreyfusarzii și-au găsit imediat calul de bătaie, căci, după ei, el întrupa imaginea de coșmar a dreyfusardului în toată splendoarea lui.
Scriitor celebru, dar acid, taxat pentru „pornografie”, stigmatizat și pus la index, mai ales pentru Lourdes⁠(d), lucrare abia apărută, urât de o clasă a militarilor care nu l-a iertat niciodată pentru romanul său La Débâcle⁠(d), Zola era chiar apatridul, ticălosul și antimilitaristul față de care avea atâta aversiune acea populație șocată de J'Accuse…!.
Acest intelectual, această ființă demnă de dispreț este cea care a devenit chiar de a doua zi ținta privilegiată a anti-dreyfusarzilor.
Târât în noroi, insultat, tratat de „italienită”, caricaturizat în permanență (au apărut sute de articole și de caricaturi, chiar i s-au dedicat numere întregi), a fost obiectul amenințărilor scrise și verbale, Zola a suferit mânia naționaliștilor și rasiștilor, dar nu a renunțat.
Punctul culminant al acestui adevărat linșaj mediatic a fost atins în 1899, moment în care a început revizuirea procesului Dreyfus, și naționaliștii s-au dezlănțuit.
Insultele nu au încetat nici până la moartea scriitorului în 1902.

#### Calomnierea
Calomnia l-a luat prin surprindere pe Zola în dimineața primei zile a celui de al doilea proces al său în mai 1898.
Acest atac care-l viza pe François Zola⁠(d), tatăl scriitorului, a fost lansat de Ernest Judet, redactor șef al ziarului Le Petit Journal⁠(d).
El s-a manifestat printr-o campanie de presă care a pus în discuție onestitatea lui François Zola în momentul în care acesta s-a înscris în Legiunea străină în preajma lui 1830.
Tatăl lui Zola a fost acuzat de deturnare de fonduri și că ar fi fost dat afară din armată pentru aceste fapte.
Ideea a fost de a-l lovi pe Zola printr-un atac ad hominem, care îl aborda pe autorul lui Rougon-Macquart în capcana principiilor eredității, insinuând un principiu „așa tată, așa fiu” pentru a explica presupusa sa aversiune față de armată.
Zola s-a lansat într-o cercetare detaliată a vieții tatălui său, despre a cărui viață nu știa totul,, și a demontat punct cu punct argumentele ziaristului naționalist.
El a demonstrat, în plus, că documentele pe care se baza Judet erau falsuri grosolane..
A urmat un proces, din care Zola a fost achitat, reușind să dezvăluie minciunile ziaristului și în care a devenit clar că statul major al armatei a fost în spatele campaniei contra lui Zola.
Zola scria în notele sale:
| “ | Scrisoarea mea deschisă [J'Accuse…!] a ieșit ca un strigăt. Totul a fost calculat de mine, cunoșteam litera legii, știam ce riscam. | ” |

#### Condamnarea

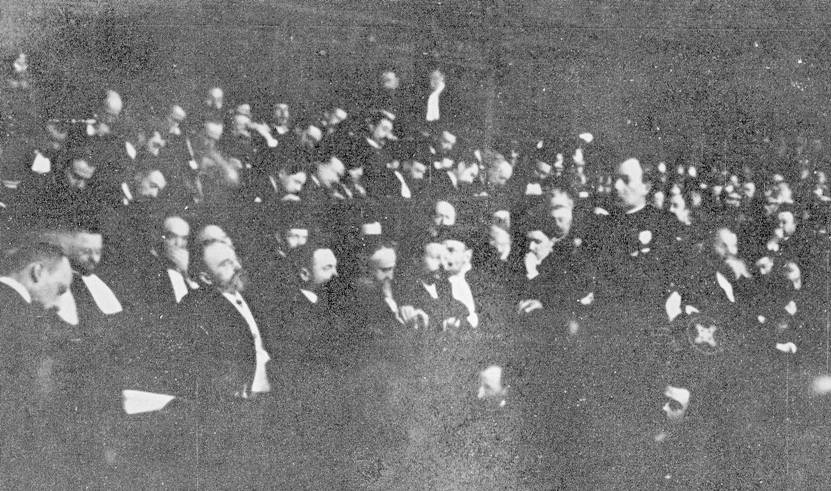
La 9 februarie 1898, la a doua audiere din proces, generalul Mercier depune mărturie în faţa lui Zola, atent.

În concluzia articolului său, Zola cere un proces în fața curții cu jurați în care să se stabilească adevărul.
El spera să creeze un proces Zola care să se substituie proceselor Dreyfus și Esterházy, asupra cărora nu mai putea reveni, întrucât fuseseră judecate deja.
Administrația statului ezita, însă, să-l aducă pe scriitor în tribunal.
Prima decizie, în același timp politică și militară, a fost să-l lase în pace.
Era un mare risc să-și etaleze la lumina zilei neregulile inadmisibile ale procesului din 1894.
Dar toată ziua de 13 ianuarie, Albert de Mun, deputat conservator, a forțat guvernul să ia o poziție clară.
La 18 ianuarie, s-a depus o plângere împotriva lui Émile Zola, în care au fost reținute trei scurte pasaje din J'Accuse…!:
| “ | Prima coloană, prima pagină: „un Consiliu de Război, la comandă, tocmai a îndrăznit să achite un Esterhazy, sfidând totalmente adevărul și dreptatea. Și s-a terminat, Franța are acum această pată pe obraz. Istoria va scrie că sub președinția dumneavoastră s-a putut comite o asemenea crimă socială”. Coloana a șasea, prima pagină: „Ei au dat această sentință nedreaptă care va rămâne pe veci deasupra Consiliilor noastre de Război, care va arunca veșnic o umbră de îndoială asupra verdictelor lor. Primul Consiliu de Război ar fi putut fi bănuit de lipsă de inteligență, dar al doilea a fost de-a dreptul criminal”. Coloana a doua, pagina a doua : „ …acuz al doilea Consiliu de Război că a acoperit această ilegalitate la comandă, comițând la rândul său, crima juridică de achitare a unui vinovat.” | ” |

Astfel, au fost extrase doar optsprezece rânduri din ziar din cele câteva sute, împotriva lui Émile Zola și Alexandre Perrenx, directorul cotidianului.
El a fost judecat în mai multe reprize, întrucât, pe de o parte, procesul a fost casat și rejudecat și, pe de altă parte, au fost intentate mai multe procese conexe împotriva scriitorului.
În final, procesele succesive au dus la o condamnare la un an închisoare și 3.000 franci amendă pentru atacuri contra statului major (împreună cu cheltuielile de judecată, 7.555 franci) într-un proces, în altul o condamnare la o lună închisoare și 1.000 de franci amendă pentru denunțarea celor trei pseudoexperți, dintre care fiecare trebuia să primească 10.000 de franci daune și dobânzi. 
Pentru a evita închisoarea, Zola a plecat în Anglia, unde a stat unsprezece luni în așteptarea revizuirii procesului Dreyfus. 
Rediscutarea cazului Dreyfus în fața Consiliului de Război din Rennes a luat sfârșit la data de 3 iunie 1899.
Zola a putut să se reîntoarcă apoi în Franța, unde a publicat în L'Aurore articolul Justice în care s-a felicitat pentru hotărârea sa.
Dar procesul de la Rennes a fost o încercare grea pentru dreyfusarzi, ajunși în pragul disperării, iar Zola a continuat să lupte până când a murit pentru a cere reabilitarea lui Alfred Dreyfus, reabilitare ce a venit într-un final în 1906.